# ويل ساسو
ويل ساسو (بالإنجليزية: Will Sasso)‏ مواليد 24 مايو 1975 في كولومبيا البريطانية، كندا، هو ممثل كندي بدأ مسيرته الفنية عام 1990.

## الأعمال
- فيلم 43
- فاميلي غاي
- دبليو دبليو إي راو
- رجلان ونصف
- كيف قابلت أمكم
- فاميلي غاي
- انتوريج
- جائزة غرامي اللاتينية (مقدم)
- فاميلي غاي
- دبليو سي دبليو مونداي نايترو (مقدم)
- سوبر تروبرس 2

## وصلات خارجية
- ويل ساسو على موقع IMDb (الإنجليزية)
- ويل ساسو على موقع ألو سيني (الفرنسية)
- ويل ساسو على موقع ميوزك برينز (الإنجليزية)
- ويل ساسو على موقع تيرنر كلاسيك موفيز (الإنجليزية)
- ويل ساسو على موقع أول موفي (الإنجليزية)
- ويل ساسو على موقع قاعدة بيانات الأفلام السويدية (السويدية)
- ويل ساسو على موقع إن إن دي بي (الإنجليزية)
- ويل ساسو على موقع قاعدة بيانات الفيلم (الإنجليزية)
- ويل ساسو على موقع كينوبويسك (الروسية)
- ويل ساسو على موقع CageMatch worker (الإنجليزية)
- ويل ساسو على موقع قاعدة بيانات المصارعة على الإنترنت (الإنجليزية)
- ويل ساسو على موقع عالم المصارعة على الإنترنت (الإنجليزية)